# 施鐘响
施鐘响（1937年6月10日—2012年11月3日），生於台灣台南縣將軍鄉（今台南市將軍區），政治人物，曾任高雄市議員、台灣省第六屆省議員、第一屆第二次與第三次增額監察委員。

## 生平
施鐘响家族為台南望族，是清朝施琅的後代，在台南將軍鄉的家族古厝「臨濮堂」，為歷史古蹟。（是施琅後代這點有待考驗，因施琅後代祖譜並未有施鐘响一系之記載，比較有可能是因施鐘响當時的社會地位欲找名人伴襯，以示其家族重要性。）
施鐘响以無黨籍身份從政，歷任高雄市議員、台灣省第六屆議員、第一屆第二次與第三次增額監察委員，因為人熱心、心直口快、音量大，有大聲公的稱號。
1994年高雄市首屆民選市長，施鐘响以無黨籍身份參選，但最後敗給吳敦義，之後退出政壇。
2012年11月3日，因糖尿病併發症過世。

## 外部連結
- 前監委施鐘响辭世 享年76歲 （页面存档备份，存于）
- 臺灣省諮議會網頁介紹[]